# 欧陽頠
欧陽 頠（歐陽 頠、おうよう ぎ、永泰元年（498年）- 天嘉4年9月1日（563年10月3日））は、南朝梁から陳にかけての軍人。字は靖世。本貫は長沙郡臨湘県。

## 経歴
南朝梁の屯騎校尉の欧陽僧宝の子として生まれた。父が死去すると、財産を兄たちに譲って、麓山寺のそばに廬を結んだ。州郡の辟召に応じようとせず、ひたすら学問に精励して、経書や史書に広く通じた。30歳になって兄に仕官を命じられ、信武府中兵参軍を初任とし、平西邵陵王中兵参軍事に転じた。
南朝梁の左衛将軍の蘭欽と若くして交友関係にあり、蘭欽が出征すると欧陽頠もまた従軍した。蘭欽が衡州刺史となると、欧陽頠は清遠郡太守に任じられた。蘭欽が南征して少数民族の獠を討ち、陳文徹を捕らえたとき、欧陽頠も従軍して功績を挙げた。凱旋して直閤将軍となり、天門郡太守に任じられ、少数民族を討って戦功を挙げた。廬陵王蕭続に召されて賓客となった。蘭欽が交州に南征すると、欧陽頠もまた同行した。蘭欽が嶺南で病没すると、欧陽頠は臨賀郡内史に任じられたが、蘭欽の柩とともに建康に帰り、その後に臨賀郡に赴任した。ときに湘州と衡州の境に居住する少数民族たちが南朝梁の支配に従わなかったため、欧陽頠は衡州刺史の韋粲の下で都督となり、征討にあたった。超武将軍の号を加えられ、広州と衡州の山間部の反乱を討った。
太清2年（548年）、侯景の乱が起こると、韋粲が侯景を討つために建康に向かったため、欧陽頠は衡州の留守を守った。太清3年（549年）、建康が陥落すると、嶺南地方は割拠の情勢となり、蘭欽の弟で元高州刺史の蘭裕が始興郡内史の蕭紹基を攻撃して、始興郡を奪った。蘭裕は亡き兄の友人であった欧陽頠を招いたが、欧陽頠は従わなかった。陳霸先が侯景を討つべく挙兵し、始興郡に入ろうとすると、欧陽頠は陳霸先と結んだ。蘭裕が軍を派遣して欧陽頠を攻撃してきたが、陳霸先が欧陽頠を救援したため、蘭裕は敗れた。陳霸先は王懐明を衡州刺史とし、欧陽頠を始興郡内史とした。大宝元年（550年）、陳霸先が蔡路養や李遷仕を討つと、欧陽頠は兵を率いて南嶺山脈を越え、陳霸先に助勢した。元帝が承制して始興郡が東衡州となると、欧陽頠は持節・通直散騎常侍・都督東衡州諸軍事・雲麾将軍・東衡州刺史となり、新豊県伯に封じられた。
大宝3年（552年）、侯景の乱が平定されると、欧陽頠は元帝により武州刺史に任じられた。まもなく郢州刺史に任じられたが、蕭勃が北に向かうことを許さなかったため、命を受けることができなかった。まもなく使持節・散騎常侍・都督衡州諸軍事・忠武将軍・衡州刺史に任じられ、始興県侯に進んだ。ときに蕭勃が広州に拠っていたが、元帝は蕭勃に代えて王琳を派遣して広州刺史としようとした。王琳が小桂嶺に到達すると、蕭勃は部将の孫瑒を監州として、部下を率いて始興郡におもむき、王琳の軍を避けた。欧陽頠は別にある城に拠り、蕭勃に合流せず、城門を閉ざしたため、蕭勃は怒って兵を派遣して欧陽頠を襲撃し、その財貨と武器を奪った。まもなく許されて始興郡に帰り、再び蕭勃と盟を結んだ。
承聖3年（554年）、欧陽頠は蕭勃に人質を送った。太平2年（557年）、蕭勃が南嶺山脈を越えて南康郡に進出すると、欧陽頠はその下で前軍都督となり、豫章郡の苦竹灘に駐屯した。周文育に敗れて捕らえられ、陳霸先のもとに送られると、縛を解かれて厚遇を受けた。蕭勃の死後、嶺南地方は乱れたため、同地で名声を持つ欧陽頠が使持節・通直散騎常侍・都督衡州諸軍事・安南将軍・衡州刺史に任じられ、始興県侯に封じられて派遣された。嶺南に到着する前に、欧陽頠の子の欧陽紇がすでに始興郡を平定していた。欧陽頠は嶺南に入ると、各地の勢力を経略しつつ、広州に進軍した。
南朝陳が建国された翌年の永定2年（558年）、都督広交越成定明新高合羅愛建徳宜黄利安石双十九州諸軍事・鎮南将軍・平越中郎将・広州刺史に転じた。王琳が郢州に拠って蕭荘を擁立したが、欧陽頠は海道や東嶺を経由して陳に対する使者を絶やさなかった。永定3年（559年）、散騎常侍の位を受け、都督衡州諸軍事を加えられ、開府儀同三司に進んだ。文帝が即位すると、征南将軍に進み、陽山郡公に改封された。
天嘉4年9月壬戌（563年10月3日）、死去した。享年は66。侍中・車騎大将軍・司空・広州刺史の位を追贈された。諡は穆といった。
子の欧陽紇が後を嗣いだ。

## 伝記資料
- 『陳書』巻9 列伝第3
- 『南史』巻66 列伝第56